# Carriers at War II
Carriers at War II — стратегическая компьютерная игра, разработанная и выпущена австралийской компанией Strategic Studies Group в 1993 году  для MS-DOS и Apple Macintosh. Сиквел Carriers at War.
Игра повествует о битвах авианосцев в тихоокеанском театре военных действий Второй мировой войны.

## Игровой процесс
В игре были улучшены графика и искусственный интеллект. Была добавлена возможность следить за погодой в реальном времени на глобальной карте. По просьбам игроков, анимацию боя теперь стало возможным прокускать.

## Сюжет
Игра содержит 6 исторических сценариев: «Соединение Z», «Сражение в Яванском море», «Порт Дарвин», «Тринкомали», «Сражение в заливе Лейте» и «Битва за Окинаву».
В отличие от предыдущей части игры, Carriers at War II содержит не только исторические сценарии, но и два вымышленных. Первый — «Операция Олимпик» о возможной высадке десанта союзников в Японии, при условии того, что США решили не сбрасывать атомные бомбы. Второй сценарий — «План Оранж», предполагающий, что из-за напряжения между союзниками и Японией, война в Тихом океане началась на несколько лет раньше, застав США плохо подготовленными к боевым действиям.

## Отзывы
Терри Ли Колман из журнала Computer Gaming World назвал Carriers at War II отличной игрой и примером того, почему Strategic Studies Group являются лидерами в жанре компьютерных варгеймов. Он похвалил качество релиза и улучшения сделанные по сравнению с предшественницей. По его мнению, игра удовлетворит как новичков, так и ветеранов системы Carriers at War.